# Edgar Allen
Edgar Allen (Cañon City, Colorado, 2 de maio de  1892 — 3 de fevereiro de  1943)  foi um anatomista e fisiologista norte-americano. É conhecido por ter descoberto o  estrogênio e  seu papel na criação do campo da endocrinologia.
Allen estudou na Universidade de Brown. Após servir na Primeira Guerra Mundial trabalhou na Universidade Washington  até assumir a cadeira de anatomia na Universidade de Missouri em 1923. Dez anos mais tarde foi empossado como professor na Universidade de Yale.
Em Missouri, começou seus estudos sobre os hormônios sexuais. Naquela época se acreditava que o ciclo reprodutivo de uma fêmea era controlado por uma substância no corpo lúteo. Allen procurou a resposta nos folículos que cercam o óvulo, levando-o a descoberta do estrogênio, que foi identificado seis anos mais tarde por Adolf Butenandt. 
Allen morreu de um ataque cardíaco  em 1943  quando em serviço na Guarda Costeira dos Estados Unidos.